# Peeps (cucina)

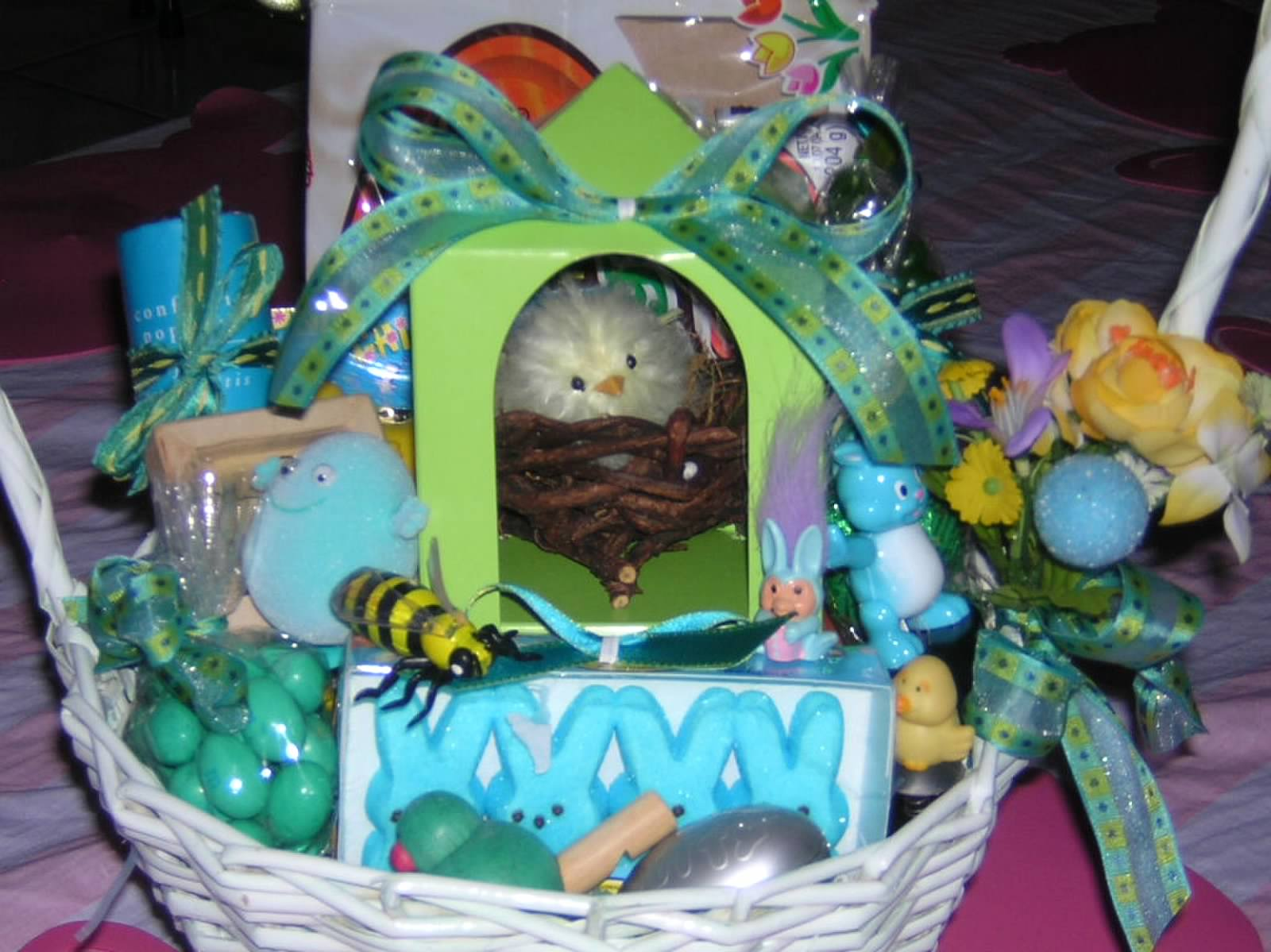
Peeps a forma di coniglietto in un cesto pasquale

I Peeps sono piccoli dolciumi di marshmallow venduti in Canada e Stati Uniti.

## Caratteristiche principali
Il nome peeps (tradotto pigolio) deriva dalla prima forma con cui vennero prodotti i peeps: il pulcino 
I peeps sono costituiti principalmente da zucchero, sciroppo di mais, marshmallow, gelatina e coloranti vari e sono disponibili in vari colori e forme: i pulcini e i coniglietti sono quelle più vendute.
Disponibili tutto l'anno vengono utilizzati principalmente per riempire i cesti di Pasqua.

## Storia
Attualmente le peeps vengono prodotte dall'azienda Just Born, fondata in Bethlehem (Pennsylvania) dall'immigrato russo Sam Born e che vanta il primato di più grande produttrice di caramelle marshmallow del mondo.

La creatrice delle peeps, però, è la Rodda Candy Company, che produceva già nel 1917 peeps a forma di pulcini gialli provvisti di alette e tutte fatte a mano. 

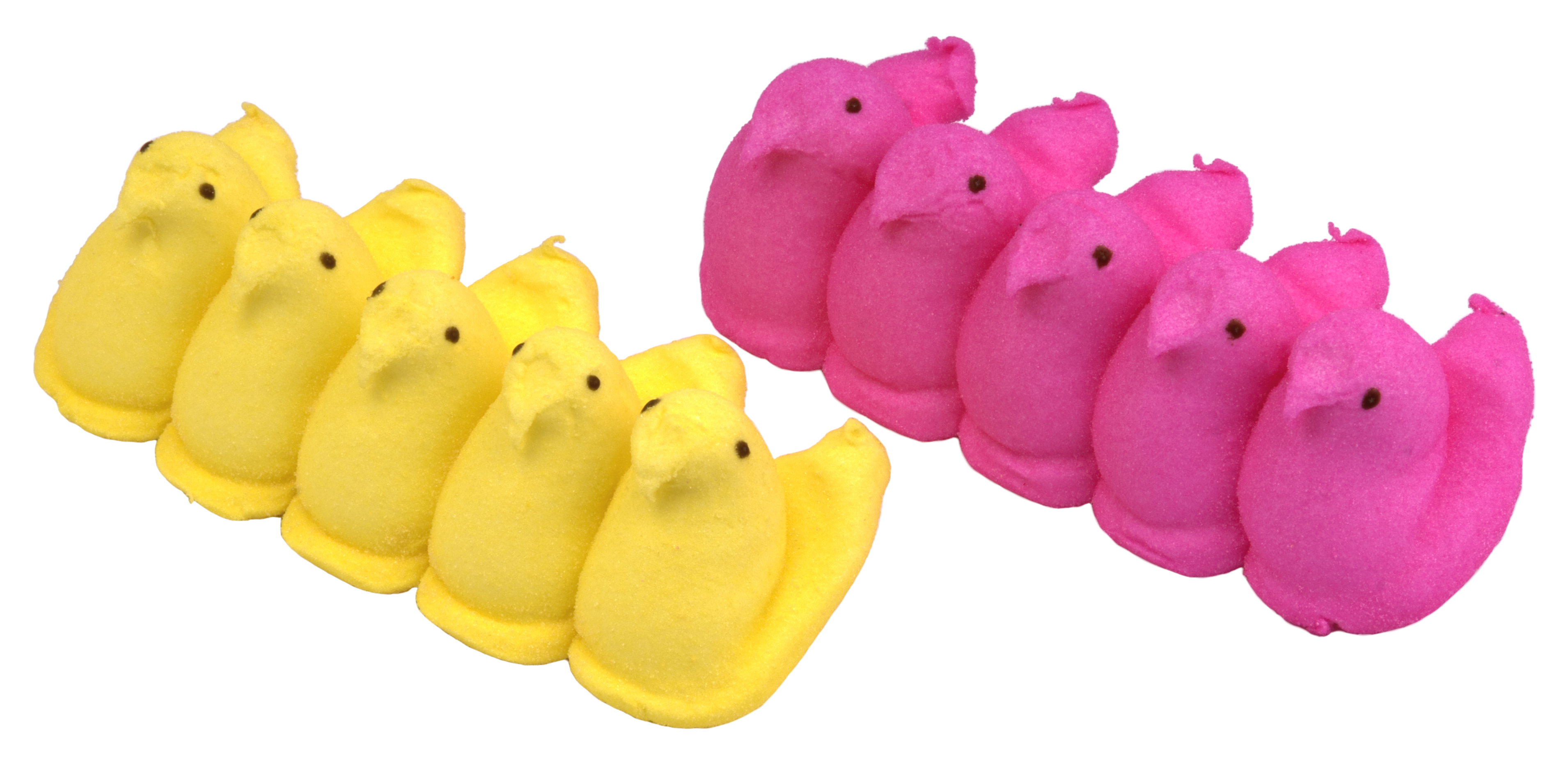
Peeps a forma di pulcino rosa e nel tradizionale giallo

Sam Born nel 1953 ha acquistato la Rodda Candy Company e la sua linea di peeps pulcini (eliminandovi le alette), sostituendo il faticoso lavoro a mano con quello dei macchinari.Infine Born cambiò il nome dell'azienda in Just Born, alludendo al suo cognome e alla freschezza delle caramelle.
Dal 1960 cominciarono a comparire forme alternative al pulcino, come quella del coniglietto. Dal 1995 vennero introdotti nuovi colori al tradizionale giallo come il rosa, blu, arancione, bianco e lavanda. Dal 1999 in poi vennero introdotti nuovi sapori come la fragola, vaniglia, cioccolato, uva e zucchero filato. Dal 2014 i dolci, limitati solo alla festività pasquale, sono disponibili tutto l'anno.

## Concorsi e gare
Nel Maryland si tengo due concorsi sul tema dei peeps: il primo in cui i partecipanti devono creare il miglior diorema di peeps, il secondo (il Peeps-Off) dove i partecipanti devono mangiare il maggior numero di Peeps in 30 minuti. Famosi concorrenti del Peeps-Off sono John Green e Dave Smith, che ottenne a Sacramento il record di 102 peeps mangiate.Record battuto poi da Matt Stonie (255 peeps mangiate).

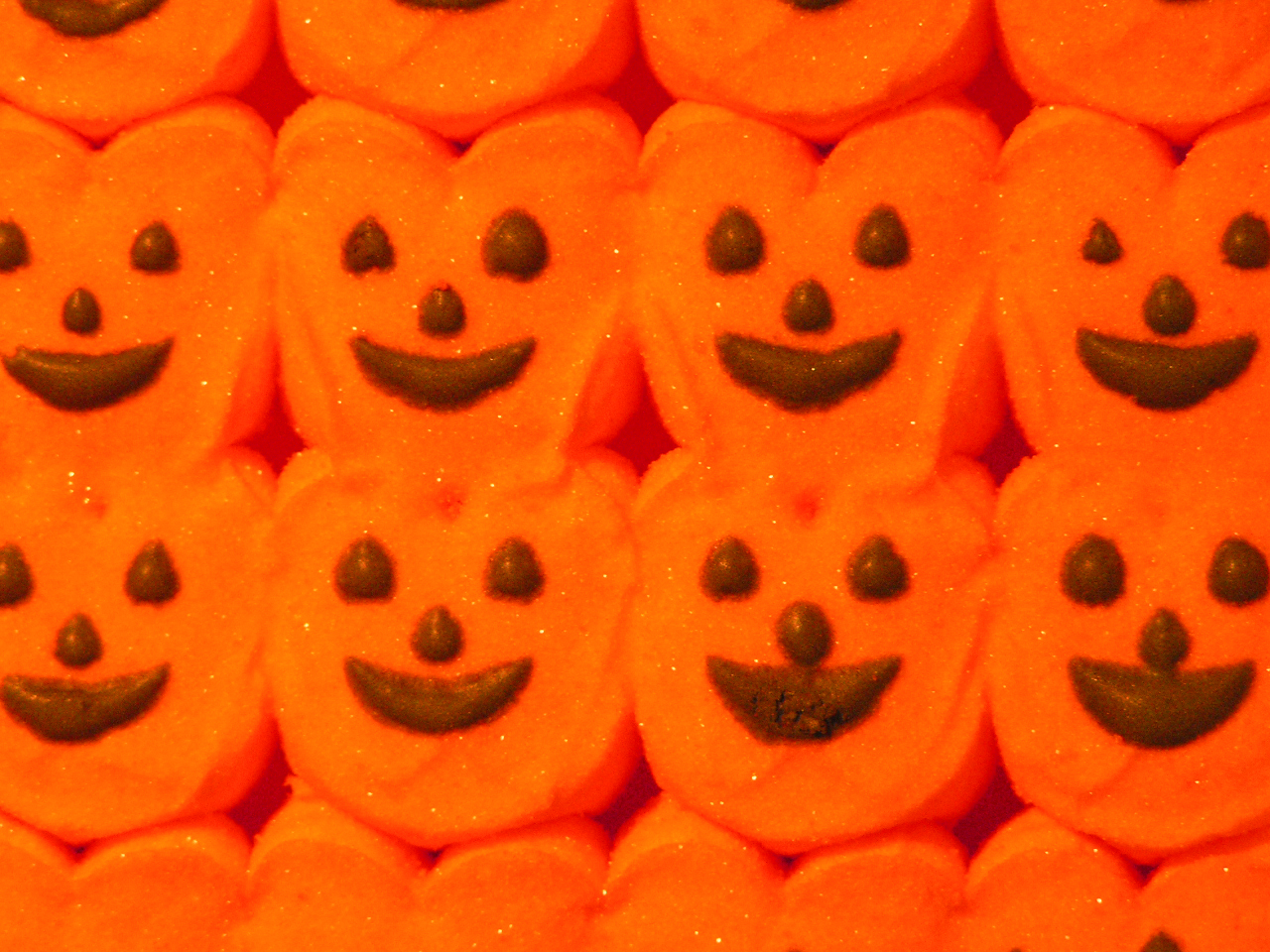
Peeps arancioni a forma di zucca di Halloween

## Utilizzi
Da quando sono sul mercato i peeps sono al centro di ricette gustose e creative. Fra queste ricordiamo: peeps brownie, peeps popcorn, glassa di peeps, peeps mores, biscotti al cioccolato con peeps al marshmallow, il Peepshi (dove il peep viene avvolto in una palla di riso Kindle in stile roll sushi) e la Peepza (pizza dolce con peeps).
I peeps vengono conservati assieme ad altri dolciumi nella Candy Desk (scrivania delle caramelle) del Senato degli Stati Uniti, una tradizione iniziata negli anni '60 per cui un senatore tiene in una scrivania del Senato dolciumi da offrire ai colleghi senatori.